# Michael Mosley
Michael Mosley (Iowa City, 16 settembre 1978) è un attore statunitense.

## Biografia
Tra il 2010 e il 2015, prende parte nel ruolo del serial killer Jerry Tyson in quattro episodi della serie televisiva Castle.
Tra il 2014 e il 2015, Mosley interpreta il personaggio di Johnny, protagonista della serie televisiva Sirens, in tutti e 23 gli episodi che la compongono. La serie, incentrata sulle avventure di un gruppo di paramedici del prontosoccorso di Chicago, nonostante il consenso ottenuto da una larga fetta di fan, non gode di buoni ascolti e USA Network decide perciò di cancellarla alla fine della seconda stagione.
Tra il 2017 e il 2018 prende parte alle prime due stagioni della serie televisiva di Netflix Ozark. Nella serie vi interpreta la parte del pastore Mason Young.
Nel 2019 interpreta il metaumano Dottor Light in 4 episodi della seconda stagione della serie televisiva basata sul gruppo di supereroi dei Giovani Titani della DC Comics, Titans.
Nel 2021 interpreta il personaggio di Colin Muldoon nella quarta stagione della serie televisiva The Sinner.

## Filmografia parziale

### Attore

#### Cinema
- The Big Bad Swim (2006)
- The Insurgents (2006)
- 27 volte in bianco (27 Dresses) (2008)
- Un marito di troppo (The Accidental Husband), regia di Griffin Dunne (2008)
- Ricatto d'amore (The Proposal) (2009)
- Fuga in tacchi a spillo (Hot Pursuit), regia di Anne Fletcher (2015)
- LBJ, regia di Rob Reiner (2016)
- Peppermint - L'angelo della vendetta (Peppermint), regia di Pierre Morel (2018)

#### Televisione
- The Education of Max Bickford - serie TV, episodi 1x03-1x06-1x08 (2001)
- Law & Order - Unità vittime speciali (Law & Order: Special Victims Unit) – serie TV, episodio 3x12 (2002)
- Kidnapped – serie TV, 13 episodi (2006-2007)
- The Wire – serie TV, episodio 5x09 (2008)
- Generation Kill – miniserie TV, episodio 1x06 (2008)
- The Mentalist – serie TV, 1 episodio (2009)
- Kings – serie TV, 4 episodi (2009)
- Scrubs - Medici ai primi ferri (Scrubs) – serie TV, 13 episodi (2009-2010)
- Law & Order: LA – serie TV, 1 episodio (2010)
- The Closer – serie TV, 1 episodio (2010)
- Justified – serie TV, 3 episodi (2011)
- Happy Endings – serie TV, 1 episodio (2011)
- Pan Am – serie TV, 14 episodi (2011-2012)
- 30 Rock serie TV, 2 episodi (2012)
- Revolution – serie TV, 1 episodio (2012)
- Last Resort – serie TV, 4 episodi (2012-2013)
- Longmire – serie TV, 7 episodi (2012-2014)
- Castle – serie TV, episodi 3x06-5x05-7x14-7x15 (2010-2015)
- Sirens – serie TV, 23 episodi (2014-2015)
- Ozark – serie TV, 9 episodi (2017-2018)
- Seven Seconds – serie TV, 10 episodi (2018)
- Titans – serie TV, 4 episodi (2019) - Dottor Light
- Criminal Minds – serie TV, 6 episodi (2019-2020)
- Next – serie TV (dal 2020)
- The Sinner – serie TV, 8 episodi (2021)

### Regista
- No Room for Groceries (2006)

## Doppiatori italiani
Nelle versioni in italiano delle opere in cui ha recitato, Michael Mosley è doppiato da:
- Alessio Cigliano in Pan Am, Seven Seconds, Criminal Minds, The Sinner, Ballard
- Carlo Scipioni in Kidnapped, The Closer
- Giorgio Borghetti in Scrubs - Medici ai primi ferri
- Davide Quartaro in Un marito di troppo
- Simone Mori in The Mentalist
- Emiliano Ragno in Ricatto d'amore
- Alessandro Quarta in Castle
- Riccardo Rossi in Justified
- Edoardo Stoppacciaro in Longmire
- Francesco Venditti in Fuga in tacchi a spillo
- Paolo Vivio in Elementary
- Francesco Pezzulli in Ozark
- Andrea Lavagnino in Peppermint - L'angelo della vendetta
- Massimo Bitossi in Next